# Proagonistes saliodes
Proagonistes saliodes là một loài ruồi trong họ Asilidae. Proagonistes saliodes được Bromley miêu tả năm 1930. Loài này phân bố ở vùng nhiệt đới châu Phi.